# 1805 Дірікіс
1805 Дірікіс (1805 Dirikis) — астероїд головного поясу, відкритий 1 квітня 1970 року.
Тіссеранів параметр щодо Юпітера — 3,199.